# ウサマ・ダルファル
ウサマ・ダルファル（Oussama Darfalou、1993年9月29日 - ）は、アルジェリア・メナー出身のサッカー選手。FCエメン所属。ポジションはFW。アルジェリア代表。

## クラブ経歴
2018年6月6日、フィテッセと4年契約を交わした。ダルファルはフィテッセでプレーした3人目のアルジェリア人である。エールディヴィジのFCフローニンゲン戦でデビューし、直後のRKAVフォレンダム戦で初ゴールを果たした。
2020年1月7日、VVVフェンローに2019-20シーズン終了までレンタルされた。

## 代表経歴
2018年10月、負傷したイスラム・スリマニの代わりにアルジェリア代表に初招集された。